# Клинтон (Њу Џерзи)
Клинтон (енгл. Clinton) град је у америчкој савезној држави Њу Џерзи. По попису становништва из 2010. у њему је живело 2.719 становника.

## Демографија
Према попису становништва из 2010. у граду је живело 2.719 становника, што је 87 (3,3%) становника више него 2000. године.
| Група             | 2000.         | 2010.         |
| Белци             | 2.355 (89,5%) | 2.299 (84,6%) |
| Афроамериканци    | 35 (1,3%)     | 36 (1,3%)     |
| Азијати           | 98 (3,7%)     | 181 (6,7%)    |
| Хиспаноамериканци | 108 (4,1%)    | 169 (6,2%)    |
| Укупно            | 2.632         | 2.719         |